# Resolució 1096 del Consell de Seguretat de les Nacions Unides
La Resolució 1096 del Consell de Seguretat de les Nacions Unides fou adoptada per unanimitat el 30 de gener de 1997.
Després de reafirmar totes les resolucions sobre Geòrgia i, en particular, la Resolució 1065 (1996), el Consell va abordar la situació actual ampliant el mandat de la Missió d'Observació de les Nacions Unides a Geòrgia (UNOMIG) fins al 31 de juliol de 1997.
El Consell de Seguretat continuava preocupat perquè Geòrgia i Abkhàzia no havien resolt el conflicte, en particular a causa de la posició adoptada pel costat abkhaz. Prenent nota de l'obertura de l'Oficina de Drets Humans a Abkhàzia (establerta per la Resolució 1077 (1996), es va instar el respecte dels drets humans. Les dues parts havien violat l'Acord d'Alto el foc i Separació de Forces, signat a Moscou el 1994, i hi havia grups armats que operaven al riu Enguri i fora del control del govern de Geòrgia. Mentrestant, la situació al districte de Gali va continuar deteriorant-se. La força de manteniment de la pau de la Comunitat d'Estats Independents (CIS), que també opera al país, es va ampliar i el seu mandat es va estendre fins al 31 de gener de 1997 .
La situació a Geòrgia estava en un punt mort i no hi va haver un acord global del conflicte, mentre que va ser subratllada inacceptabilitat de la posició abkhaz i les eleccions parlamentàries de 1996. En aquest sentit, es va acollir favorablement la intenció del secretari general Kofi Annan de reforçar el paper de les Nacions Unides en el procés de pau. Es va demanar a ambdues parts que aconseguissin avenços en les negociacions i el Consell de Seguretat va acollir favorablement les converses d'alt nivell entre ambdues parts.
La resolució llavors va abordar la situació que afecta els refugiats que tornen a Abkhàzia. Les obstruccions contínues d'aquest procés i els intents d'enllaçar-lo a l'estatus polític d'Abkhàzia van ser condemnades juntament amb els canvis demogràfics resultants del conflicte, i es va reafirmar el dret de tots els refugiats i persones desplaçades a retornar. A més, el Consell de Seguretat va condemnar tota la violència ètnica i l'ús de mines terrestres i va demanar a ambdues parts que garantissin la seguretat i la llibertat de circulació de la UNOMIG, les forces de manteniment de la pau de la CEI i les organitzacions humanitàries internacionals.
Finalment, es va demanar al Secretari General que informés al Consell tres mesos després de l'aprovació de la Resolució 1096 sobre la situació a Abkhàzia i les operacions de la UNOMIG, inclosa una revisió del seu futur.